# Keita Kanemoto
Keita Kanemoto (jap. 金本 圭太, Kanemoto Keita; * 13. Juli 1977 in der Präfektur Hiroshima) ist ein ehemaliger japanischer Fußballspieler.

## Karriere
Kanemoto erlernte das Fußballspielen in der Schulmannschaft der Hiroshima Minami High School. Seinen ersten Vertrag unterschrieb er 1996 bei Sanfrecce Hiroshima. Der Verein spielte in der höchsten Liga des Landes, der J1 League. Für den Verein absolvierte er 11 Erstligaspiele. 1999 wechselte er zum Zweitligisten Ōita Trinita. 2002 wurde er mit dem Verein Meister der J2 League und stieg in die J1 League auf. Für den Verein absolvierte er 90 Spiele. Ende 2003 beendete er seine Karriere als Fußballspieler.

## Erfolge
Sanfrecce Hiroshima
- Kaiserpokal

Finalist: 1996